# Nothobachia ablephara
Nothobachia ablephara là một loài thằn lằn trong họ Gymnophthalmidae. Loài này được Rodrigues mô tả khoa học đầu tiên năm 1984.